# Daniel Coke
Daniel Parker Coke (Derbyshire, 14 luglio 1745 – Derby, 6 dicembre 1825) è stato un politico e avvocato inglese.

## Biografia
Coke era l'unico figlio di Thomas Coke (1700-1776), un avvocato, e di sua moglie, Matilde Goodwin (1706-1777). Egli apparteneva a un'antica famiglia del Derbyshire, i Coke di Trusley. Studiò presso la Derby School e ad Oxford  al Queen's College e al All Souls College, ottenendo un baccellierato in Arte nel 1769 e un Master of Arts nel 1772. Entrò poi al Lincoln's Inn di Londra.
Coke fu chiamato a ricoprire la carica di barrister nel 1768. Dal 1776 al 1780 fu membro del parlamento per il Derby, poi dal 1780-1812 per Nottingham. Dal 1793 Coke sostenne la politica del governo britannico sulla guerra con la Francia. Alle elezioni del 1802 Coke risultò sgradito e perse a causa del suo appoggio alla guerra, che si riteneva causa degli alti prezzi del cibo, risultando vincitore il dottor Joseph Birch di Preston. Coke inviò una petizione contro il risultato e nel maggio 1803 vinse le elezioni suppletive. Batté di nuovo Birch nel 1806.
Dopo il ritiro dal parlamento, Coke ha continuato a presiedere in qualità di presidente le Quarter Sessions del Derbyshire fino al 1818. Non si sposò mai. Morì a Derby nel 1825 e ha un importante monumento funebre nella cattedrale di Derby.